# Bastenberg (Ramsbeck)
Der 745,1 m ü. NHN hohe Bastenberg nordwestlich von Ramsbeck ist die höchste der Ramsbecker Höhen im Westteil des Hochsauerländer Schluchtgebirges, des nördlichsten Teils des Rothaargebirges. Er ist Haupt- und nördlichster Rothaargebirgsgipfel des Rückens, der sich von der 10 km entfernten und 818,5 m hohen Hunau im Süden zwischen den Bächen Nierbach und Valme nach Norden zur Ruhr zieht. Der Bastenberg ist einer der dominantesten und prominentesten Berge des Rothaargebirges und Nordrhein-Westfalens.

## Geographie

### Lage
Der Bastenberg liegt in der Gemarkung von Ramsbeck im Gebiet der Gemeinde Bestwig im Hochsauerlandkreis. Bestwig im Nordnordosten ist Luftlinie 6,8 km entfernt, Meschede im Nordwesten 9 km, Eslohe im Westsüdwesten 15 km, Schmallenberg im Südsüdwesten 17 km, Winterberg im Südosten 15 km und Olsberg im Nordosten 9 km. Die gerodete Bödefelder Mulde im Süden, wo die Ramsbecker Höhen abflachen, bis die Höhe wieder zur Hunau zulegen, ist etwa 5 km (Westernbödefeld) bis 6 km (Bödefeld) entfernt, bis Remblinghausen in der Eslohe-Reister Senke im Westen sind es etwa 5,5 km.

### Naturräumliche Zuordnung

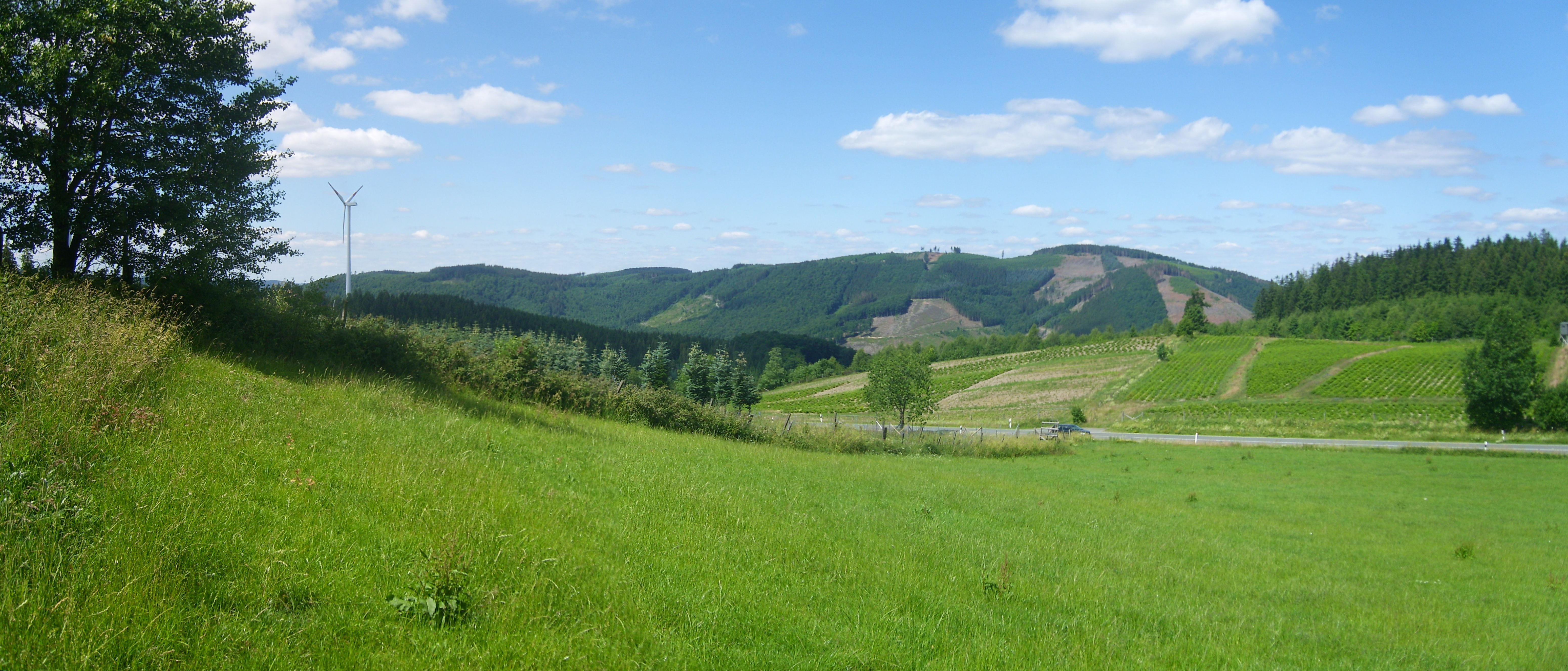
Gesamtrücken ink. Kernebrockskopf (682,0 m) und Hockenstein (693,4 m)

Naturräumlich wird der Bastenberg wie folgt zugeordnet:
- (zu 33 Süderbergland)
  - (zu 333 Rothaargebirge)
    - (zu 333.8 Hochsauerländer Schluchtgebirge)
      - 333.82 Ramsbecker Rücken und Schluchten

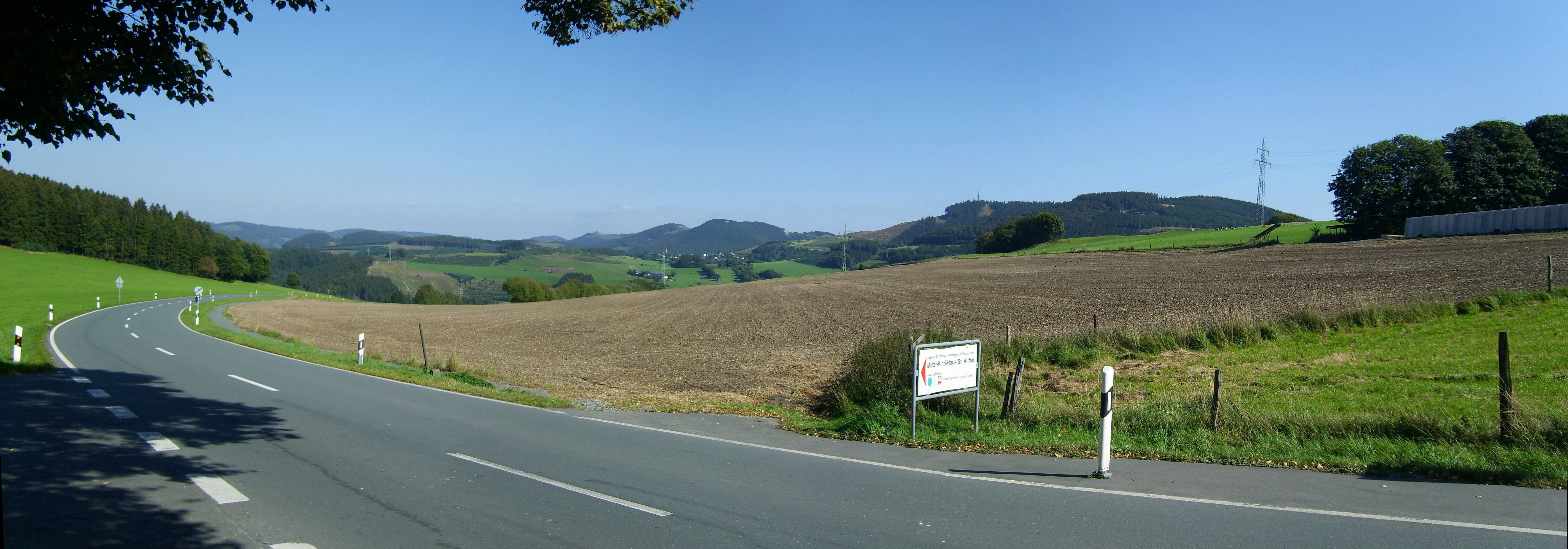
Blick auf die Ramsbecker Höhen am Nordrand der Ramsbecker Rücken; im Bild u. a. Wiedegge (Mitte) und Stüppel (halbrechts), vgl. Bildbeschreibungsseite

Die Ramsbecker Rücken werden jeweils durch die eingetieften Täler der vom Massiv der Hunau aus nordwärts zum Oberruhrgesenke der Ruhr ziehende Nebenflüsse derselben voneinander separiert. Die allesamt im Norden liegenden Hauptberge sind, von West nach Ost (Trennflüsse in Klammern):
- ↓  (Nierbach)
- Bastenberg (745,1 m)
- ↓  (Valme)
- Stüppel (731,8 m)
- ↓  (Elpe)
- Wiedegge (732,5 m)
- ↓  (Neger)
- Heidkopf (715,3 m)
- ↓  (Ruhr)

### Dominanz, Prominenz und Reliefenergie
Der Bastenberg liegt in der absoluten Höhe etwas hinter den Bergen des Naturraums Langenberg (bis 843 m), dem Kahlen Asten (842 m), der Hunau (818,5 m), der Ziegenhelle (816 m) sowie den höchsten Bergen der Hohen Seite (bis 792 m) und der Rothaar (bis 768 m) zurück, jedoch liegt er in puncto Eigenständigkeit direkt hinter dem Langenberg.
Die exakt 10 km nach Süden entfernte Hunau erreicht erst in 9,6 km Entfernung dessen Höhe. Mit dieser Dominanz liegt der Bastenberg zwar hinter dem Asten, dem Härdler in der Rothaar sowie dem niedrigeren Kompass im äußersten Südwesten des Gebirges, jedoch deutlich vor Hunau, Ziegenhelle, Reetsberg und Bollerberg.
Will man vom Gipfel des Bastenbergs den nächsthöheren Punkt auf der Hunau erreichen, muss man unmittelbar westlich von Westernbödefeld auf etwa 497 m heruntersteigen, was dem Bastenberg eine Prominenz von 248 m beschert, die deutlich über derer aller anderen genannten Berge mit Ausnahme des Langenbergs liegt.
Die Brabecke mündet östlich unterhalb des Bastenbergs auf knapp 375 m Höhe in die Valme. In nur 530 horizontalen Metern Entfernung dazu ist der Bastenberg bereits um 200 Höhenmeter angestiegen und in 1040 Metern Entfernung um 300 Höhenmeter; anderthalb Kilometer von der Mündung hat der Bastenberg seine gesamten 370 Meter Höhenunterschied erreicht. Eine so große kleinräumige  Reliefenergie ist im Rothaargebirge höchst selten und eher für höhere Mittelgebirge wie den Schwarzwald oder den Harz typisch.

## Bergbau

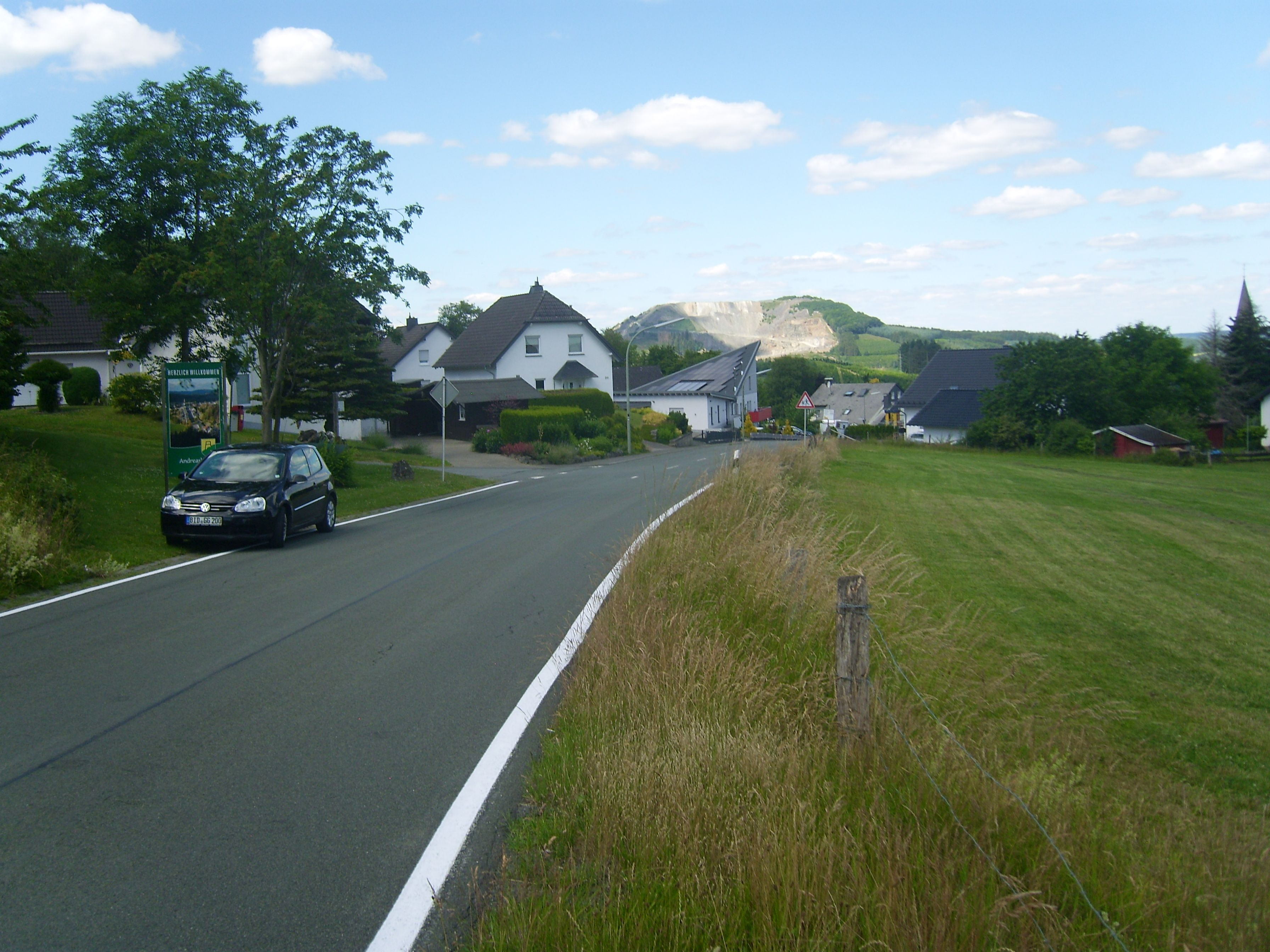
Der Steinbruchberg Auf der Burg von Ostsüdost (Andreasberg)

Der Bastenberg liegt im ehemaligen Ramsbecker Bergbaugebiet. Der Venetianerstollen wurde schon im Mittelalter angelegt, auch Pingen und weitere Stollen zeugen vom früheren Bergbau. Der Rauchgaskamin am Bastenberg stammt aus dem 19. Jahrhundert und ist heute ein aus den Tal gut sichtbares Denkmal.
Am Nordsporn bzw. unmittelbar nördlich des Bastenbergs liegt der Berg Auf der Burg mit dem Diabaswerk Halbeswig.